# 鳳尾岩
鳳尾岩是台灣最高峰玉山山頂玉山主峰往玉山東峰的稜線上最為突起的岩塔，海拔3872公尺，岩塔高約30公尺，位在南投縣信義鄉、高雄市桃源區交界，玉山國家公園範圍內。